# Yu Dafu

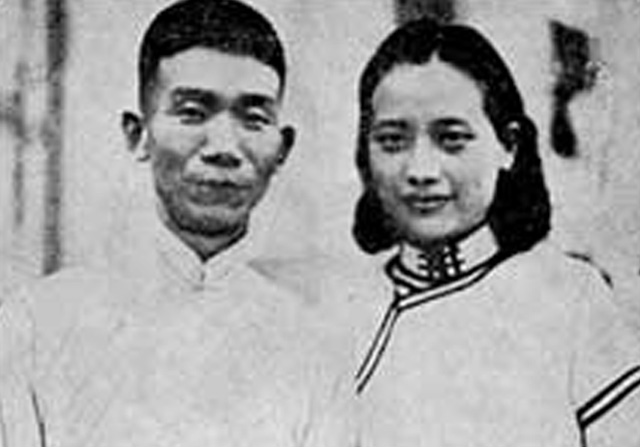
Yu Dafu mit seiner zweiten Frau

Yu Dafu (chinesisch 郁達夫; * 1896 in Fuyang, Provinz Zhejiang, 1945 verschollen) war ein chinesischer Schriftsteller.

## Leben
Aus einer Gelehrtenfamilie entstammend genoss Yu Dafu zunächst eine klassische Ausbildung, besuchte aber danach eine moderne Mittelschule in Hangzhou. Schon zu dieser Zeit beschäftigte er sich auch mit westlicher Literatur.
Nach einem Umzug nach Tokio 1912 begann er dort 1916 ein Studium der Volkswirtschaft an der Kaiserlichen Universität Tokio, das er 1922 beendete. In seiner Studienzeit eignete er sich zudem Kenntnisse der deutschen und englischen Sprache an.
Während seine ersten Gedichte sich noch der klassischen chinesischen Sprache bedienten, überzeugten ihn Freunde sich der Neuen Literarischen Bewegung anzuschließen und Umgangssprache zu verwenden.
Noch vor Ende seines Studiums 1921 war Yu Dafu an der Gründung einer literarischen Gesellschaft Schöpfung beteiligt und traf mit der Veröffentlichung eines Erzählbandes unter dem Titel Versinken und den darin enthaltenen Darstellungen von Konflikten zwischen traditionellen Moralvorstellungen und Gefühlen auf große Resonanz im Kreise junger Intellektueller, so dass er bei seiner Rückkehr nach China 1922 voll in die Kreise der Literaten integriert wurde, seine literarische Arbeit fortsetzte und daneben an der Herausgabe mehrerer literarischer Zeitschriften mitwirkte.
Um seinen Lebensunterhalt zu bestreiten, bemühte er sich zudem um Lehrtätigkeiten – 1923 an der Schule für Politikwissenschaften in Anqing (Provinz Anhui), später als Literaturdozent an der Peking-Universität, darauf an der Wuhan-Universität, bis ihn eine Tuberkuloseerkrankung zwang, diese aufzugeben.
Als man 1927 innerhalb der Literaturgesellschaft Schöpfung erstmals dazu überging, politische Fragen als Bewertungskriterien für den Wert literarischer Werke anzuwenden, distanzierte sich Yu Dafu von diesen Kreisen. Aus den gleichen Gründen verließ er die Liga linksgerichteter Schriftsteller, der er von 1930 an für einige Zeit angehört hatte.
Diese Entwicklung bewog ihn dazu, sich von 1936 bis zum Ausbruch des Zweiten Chinesisch-Japanischen Krieges erneut nach Japan zu begeben, um bei seiner Rückkehr nach China einen Posten in der Propagandaabteilung der Militärkommission zu besetzen. 1938 ermöglichte ihm ein Freund zu seiner Erleichterung den Wechsel als Chefredakteur an die Tageszeitung von Singapur und Tageszeitung der Überseechinesen. Bei der Besetzung Singapurs durch die Japaner im Jahre 1942 floh Yu Dafu weiter nach Sumatra. Nachdem er kurz nach der Kapitulation der Japaner verschwand, wird vermutet, er sei ermordet worden.
Aus einer ersten Verbindung mit Sun Quan gingen drei Kinder hervor, aus einer 1927 geschlossenen, 1940 geschiedenen zweiten Ehe mit Wang Yingxia (1908–2000), zwei.

## Bibliographie
- Versinken, 1921 – Erzählung
- Ehegeschichten, 1923 – Autobiographische Skizze
- Berauschende Frühlingsnächte, 1923 – Erzählung
- Ein bescheidenen Opfer, 1924 – Erzählung
- Verlorenes Schaf, 1927 – Roman
- Allein Unterwegs, 1927 – Erzählung
- Kalte Asche, 1930 – Sammelband von Kurzgeschichten und Essays
- Sie war ein schwaches Weib, 1931 – Roman
- Späte Zimtblüten, 1932 – Erzählung
- Flucht, 1935 – Roman